# Simulium dinellii
Simulium dinellii är en tvåvingeart som först beskrevs av Joan 1912.  Simulium dinellii ingår i släktet Simulium och familjen knott. Inga underarter finns listade i Catalogue of Life.